# کی‌ایچی میازاوا
کی‌ایچی میازاوا (انگلیسی: Kiichi Miyazawa؛ زاده ۸ اکتبر ۱۹۱۹ – درگذشته ۲۸ ژوئن ۲۰۰۷) یک سیاست‌مدار اهل ژاپن بود. کی‌ایچی میازاوا در ۲۸ ژوئن ۲۰۰۷، در سن ۸۷ سالگی در توکیو درگذشت.